# Fred Wesley
Fred Wesley (* 4. Juli 1943 in Mobile, Alabama) ist ein US-amerikanischer Posaunist.

## Leben
Wesleys Vater war Dirigent eines Jazz-Orchesters und ließ seinen Sohn bereits in früher Jugend Posaune lernen.
Der ursprünglich aus dem Jazz kommende Wesley sammelte mit Count Basie seine ersten Erfahrungen, bevor er in den 1960er Jahren zu James Brown kam und fester Bestandteil des Bläsersatzes wurde. Sowohl für James Brown als auch für das einflussreiche Nebenprojekt The J.B.’s war er zeitweise auch als Musical Director tätig. An der Entstehung der Funk-Musik war Wesley maßgeblich beteiligt, er und sein Partner am Saxophon Maceo Parker bildeten ein kongeniales Team.
In den 1970ern kamen beide zusammen mit Pee Wee Ellis zu George Clinton, wo sie als Horny Horns das Universum des P-Funk mit ausgeklügelten Arrangements prägten. Unter diesem Namen veröffentlichten sie auch zwei eigene Alben, Say Blow By Blow Backwards und A Blow for Me, a Toot for You.

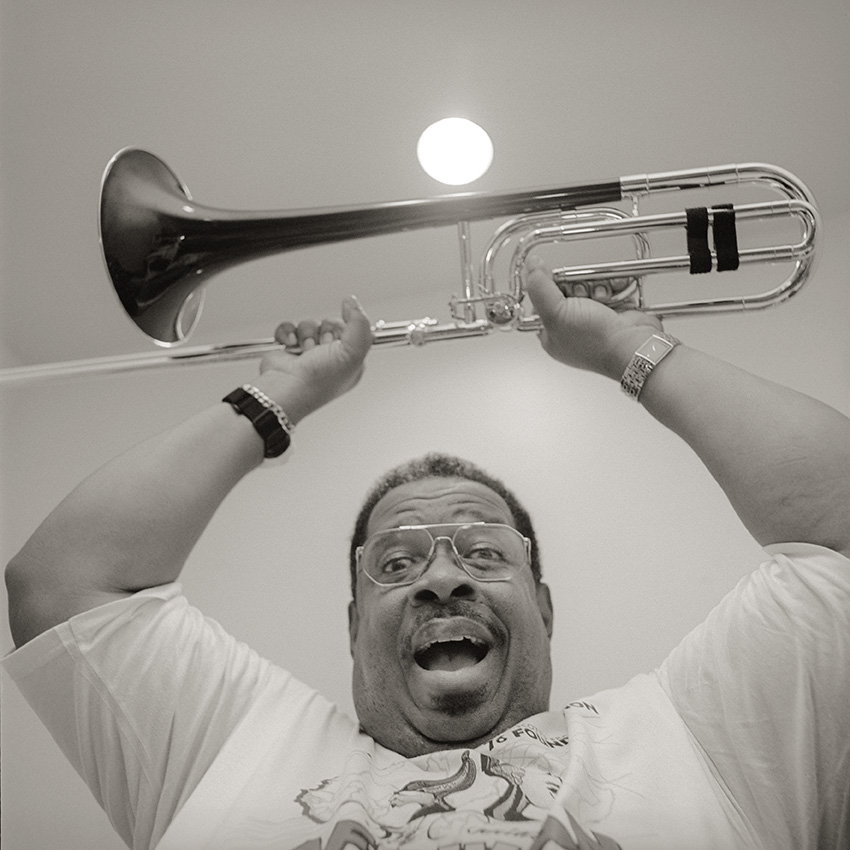
Backstage im E-Werk, Köln 1998

In den Jahren 2004 bis 2006 lehrte er als freier Professor für Jazz an der School of Music der University of North Carolina at Greensboro.

## Diskografie (Auswahl)
- Fred Wesley and the J.B.’s Doin’ It to Death (1973)
- Fred & The New J.B.’s – Breakin’ Bread (1974)
- The J.B.’s Hustle With Speed (1975)
- Maceo Parker Roots Revisited
- Maceo Parker Life on Planet Groove (1992)
- Fred Wesley and the Horny Horns featuring Maceo Parker A Blow for Me a Toot for You (1977)
- New Friends (1990; with Maceo Parker, Tim Green)
- The JB Horns I Like It That (1993)
- Amalgamation (1994)
- Wuda Cuda Shuda (2003)
- With a Little Help from My Friends (u. a. mit Nils Landgren, 2010)
- Kings (mit The Apples 2010)
- Fred Wesley / Leonardo Corradi / Tony Match Generations (2015)